# Кульбаба багаторічна
Кульбаба багаторічна (Taraxacum perenne) — вид квіткових рослин з підродини цикорієвих (Cichorioideae).

## Поширення
Ендемік Криму — Україна.

## Біоморфологічна характеристика
Це багаторічна рослина. Належить до Taraxacum sect. Piesis.
Відрізняється від близьких видів, зокрема, наявністю бічних коренів, іноді столонів (коріння тягнеться від рослини до рослини), характерним розсіченням листя, листочки обгортки відігнуті.